# Rougeotia osellai
Rougeotia osellai är en fjärilsart som beskrevs av Emilio Berio 1978. Rougeotia osellai ingår i släktet Rougeotia och familjen nattflyn. Inga underarter finns listade.